# Trophée Ron Lapointe
Trophée Ron Lapointe (ang. Ron Lapointe Trophy) – nagroda przyznawana najlepszemu trenerowi sezonu w kanadyjskiej lidze juniorskiej w hokeju na lodzie QMJHL.

## Lista nagrodzonych
- 2016–2017: Danny Flynn, Saint John Sea Dogs
- 2015–2016: Gilles Bouchard, Rouyn-Noranda Huskies
- 2014–2015: Joel Bouchard, Blainville-Boisbriand Armada
- 2012–2013: Dominique Ducharme, Halifax Mooseheads
- 2011–2012: Jean-François Houle, Blainville-Boisbriand Armada
- 2010–2011: Gerard Gallant, Saint John Sea Dogs
- 2009–2010: Gerard Gallant, Saint John Sea Dogs
- 2008–2009: Danny Flynn, Moncton Wildcats
- 2007–2008: Pascal Vincent, Cape Breton Screaming Eagles
- 2006–2007: Clément Jodoin, Lewiston Maineiacs
- 2005–2006: André Tourigny, Rouyn-Noranda Huskies
- 2004–2005: Richard Martel, Chicoutimi Saguenéens
- 2003–2004: Benoit Groulx, Gatineau Olympiques
- 2002–2003: Shawn MacKenzie, Halifax Mooseheads
- 2001–2002: Réal Paiement, Acadie-Bathurst Titan
- 2000–2001: Denis Francoeur, Shawinigan Cataractes
- 1999–2000: Doris Labonté, Rimouski Océanic
- 1998–1999: Guy Chouinard, Quebec Remparts
- 1997–1998: Guy Chouinard, Quebec Remparts
- 1996–1997: Clément Jodoin, Halifax Mooseheads
- 1995–1996: Jean Pronovost, Shawinigan Cataractes
- 1994–1995: Michel Therrien, Laval Titan Collège Français
- 1993–1994: Richard Martel, St-Hyacinthe Laser
- 1992–1993: Guy Chouinard, Sherbrooke Faucons